# Leptotarsus chrysostigma
Leptotarsus chrysostigma är en tvåvingeart som först beskrevs av Alexander 1944.  Leptotarsus chrysostigma ingår i släktet Leptotarsus och familjen storharkrankar. Inga underarter finns listade i Catalogue of Life.